# 19318 Somanah
19318 Somanah è un asteroide areosecante.Scoperto nel 1996, presenta un'orbita caratterizzata da un semiasse maggiore pari a 2,3493968 au e da un'eccentricità di 0,2385277, inclinata di 24,37379° rispetto all'eclittica.
L'asteroide è dedicato all'astrofisico mauriziano Radhakhrishna Dinesh Somanah.